# Selenis Leyva
Selenis Leyva (26 de maio de 1975) é uma atriz americana, nascida em Cuba. Reconhecida por interpretar Gloria Mendoza em Orange Is the New Black.

## Filmografia

### Filme
| Ano  | Título                         | Papel             |
| ---- | ------------------------------ | ----------------- |
| 2000 | Debutante                      | Daisy Dominguez   |
| 2002 | Apartment #5C                  | Luisa             |
| 2004 | Maria Full of Grace            | Customs Inspector |
| 2007 | Illegal Tender                 | Wanda             |
| 2007 | Ben's Plan                     | Maria             |
| 2009 | Don't Let Me Drown             | Sonia             |
| 2009 | Ice Age: Dawn of the Dinosaurs | Vozes Adicionais  |
| 2010 | Sex and the City 2             | Professora        |
| 2010 | Trouble Child                  | Trouble Child     |
| 2011 | Man in the Mirror              | Sonia             |
| 2012 | Ice Age: Continental Drift     | Vozes Adicionais  |
| 2013 | Epic                           | Vozes Adicionais  |
| 2014 | Living with the Dead           | Dra. Quenda       |
| 2015 | Chapter & Verse                | Yolanda           |
| 2015 | Custody                        | Jackie            |
| 2017 | Spider-Man: Homecoming         | Monica Warren     |

### Televisão
| Ano  | Título                            | Papel                                 |
| ---- | --------------------------------- | ------------------------------------- |
| 1999 | Law & Order                       | Louisa                                |
| 1999 | Law & Order: Special Victims Unit | Lorinda Gutierrez                     |
| 2001 | The $treet                        | Kate                                  |
| 2001 | Law & Order                       | DeeDee Salazar                        |
| 2001 | Taina                             | Titi Rose                             |
| 2001 | 100 Centre Street                 | Delfina Romero                        |
| 2002 | Law & Order: Criminal Intent      | Isabella Costas                       |
| 2003 | Third Watch                       | Phyllis                               |
| 2004 | Third Watch                       | Gonzalez                              |
| 2004 | Law & Order                       | Nita Cabrera                          |
| 2004 | Law & Order                       | Detective Mariluz Rivera              |
| 2005 | Law & Order: Criminal Intent      | Warden's Secretary                    |
| 2006 | The Sopranos                      | Jill Dibiaso                          |
| 2007 | Dirty Sexy Money                  | Detective Angelina Adams              |
| 2008 | New Amsterdam                     | Susan Boyle                           |
| 2010 | Law & Order                       | Boy on Fire                           |
| 2010 | The Good Wife                     | Marisol                               |
| 2010 | The Whole Truth                   | Claudia                               |
| 2011 | Law & Order: Criminal Intent      | Detective Mariluz Rivera              |
| 2011 | Person of Interest                | Hosking                               |
| 2011 | Blue Bloods                       | Assistant M.E. Craig                  |
| 2012 | Girls                             | Chastity                              |
| 2012 | Elementary                        | Sara Castillo                         |
| 2013 | The Following                     | Detetive Morales                      |
| 2013 | Orange Is the New Black           | Gloria Mendoza                        |
| 2015 | Madam Secretary                   | Bolivian Ambassador Mariana Dominguez |
| 2015 | Veep                              | Governor Ramos                        |